# Třešňová (Praha)
Třešňová je ulice v lokalitě Za Horou v katastrálním území Hloubětín a Kyje na Praze 14. Spojuje ulici Jednostrannou a Za Horou. Od severu do ní postupně ústí Aloisovská, Vlkovická, dále ji protíná Švestková a nakonec do ní ústí Okrajová. Její východní úsek, který má severojižní směr, tvoří hranici mezi Hloubětínem a Kyjemi. Z ulice také vede pěšina do ulice Herdovská a Rožmberská.
Vznikla a byla pojmenována v roce 1975, v roce 1986 v souvislosti s výstavbou mostu ulice Průmyslové byla prodloužena o esovitý západní úsek do ulice Jednostranné. Nazvána je podle třešně, stromu z rodu slivoň (latinsky Prunus), což je dvouděložná rostlina z čeledi růžovitých. Název ulice patří do velké skupiny hloubětínských ulic pojmenovaných podle stromů a jejich plodů. Do stejné skupiny patří např. Jívová, Mandloňová nebo Smrková.
Zástavbu tvoří přízemní a jednopatrové rodinné domy a v kyjské části i dvojdomy, pouze v západní části u mostu je zeleň.